# La Ganceda
La Ganceda es un núcleo de población español de la localidad de Roiz, perteneciente al municipio de Valdáliga, en la comunidad autónoma de Cantabria.

## Demografía
En 2023, el núcleo de población de La Ganceda, encuadrado dentro de la entidad singular de población de Roiz, tenía empadronados 24 habitantes.